# روبرتو میری
روبرتو میری (انگلیسی: Roberto Mirri؛ زادهٔ ۲۱ اوت ۱۹۷۸) بازیکن فوتبال اهل ایتالیا است.
از باشگاه‌هایی که در آن بازی کرده‌است می‌توان به باشگاه فوتبال فیورنتینا، باشگاه فوتبال ونتزیا، باشگاه فوتبال کاتانیا، باشگاه فوتبال امپولی، و ماترا کالچو اشاره کرد.
وی همچنین در تیم ملی فوتبال زیر ۲۱ سال ایتالیا بازی کرده‌است.